# Bürgerliche Soziale Union
Die Bürgerliche Soziale Union (Abkürzung: BSU) war eine politische Kleinpartei in Deutschland, die am 17. Juni 2003 in Bamberg gegründet wurde und dort ihren Sitz hatte. Vorsitzender war Dettleff Schilde. Finanziert wurde die Partei unter anderem durch zwei Spenden des Bamberger Reiner Sauer in Höhe von 52.000 €.
Die BSU trat bei der Landtagswahl in Thüringen 2004 an und erreichte 2.135 Stimmen (0,2 %). Spitzenkandidat in Thüringen war auf Platz 1 Franz Kipper, ehemaliger CDU-Bürgermeister von Hildburghausen. Die Partei trat für einen Mindestlohn und eine Wahlpflicht ein und wollte den Einfluss der Gewerkschaften zurückdrängen.
Am 17. Juni 2005 ging die BSU mit anderen Kleinparteien in der Partei Perspektive auf. Neben der BSU waren dies unter anderem die Allgemeine Deutsche Gesundheitspartei (Die Gesundheitspartei), die BürgerOffensive Deutschland (BOD), das Forum Arbeitslose und Sozialer Treffpunkt (FAUST), eine Gruppierung namens Freie Bürger Union (FBU), die Partei Soziale und Demokratische Arbeitssuchende Deutschlands (SAD), die Montagsdemonstration Osterburg und das Liberale Forum Deutschland. 2006 kamen die Autofahrer-Partei und die Pro-Bürger-Partei (PBP) hinzu.